# Église Saint-Michel de Cestayrols
L'église Saint-Michel de Cestayrols est un édifice religieux catholique situé à Cestayrols, dans le département du Tarn, en région Occitanie (France).

## Histoire
Au XIe siècle, un prieuré bénédictin sous le vocable de saint Michel est bâti dans l'enceinte du château de Cestayrols (aujourd'hui disparu), sûrement sur demande des comtes de Toulouse. Ce prieuré est rattaché en 1660 à la mense abbatiale de l'abbaye Saint-Michel de Gaillac. L'actuelle église Saint-Michel, église de ce prieuré, daterait du XIVe siècle.
L'église Saint-Michel de Ceystarols est inscrite monument historique par arrêté du 18 juin 1927. 
Plusieurs objets sont référencés dans la base Palissy (voir les notices liées).
À partir de 1985, une association du nom de Per Salba Nostro Gleio a entrepris la restauration de l'édifice, gravement endommagé par les siècles.

## Architecture
L'église Saint-Michel présente deux tourelles d'escaliers encadrant le clocher, mais seulement pour un aspect symétrique, étant donné que seulement l'une d'entre-elles possède réellement un escalier à vis. Le clocher octogonal à huit baies à abat-son sert aussi de porche.
La nef possède deux collatéraux, tandis qu'une sacristie hexagonale prolonge le chœur. Un narthex est accessible grâce à un escalier en éventail.

## Galerie

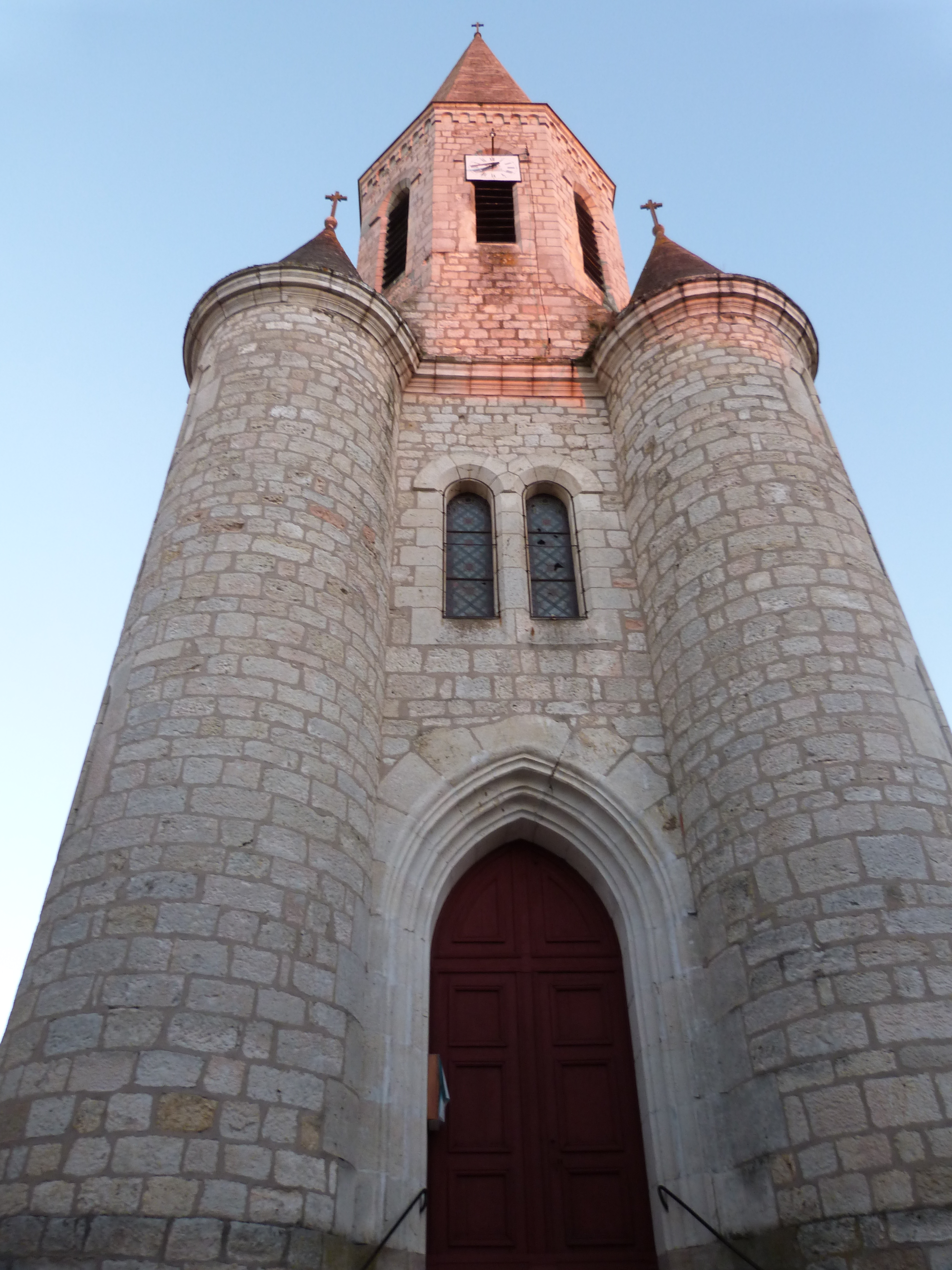
Le clocher encadré des deux tourelles d'escaliers.
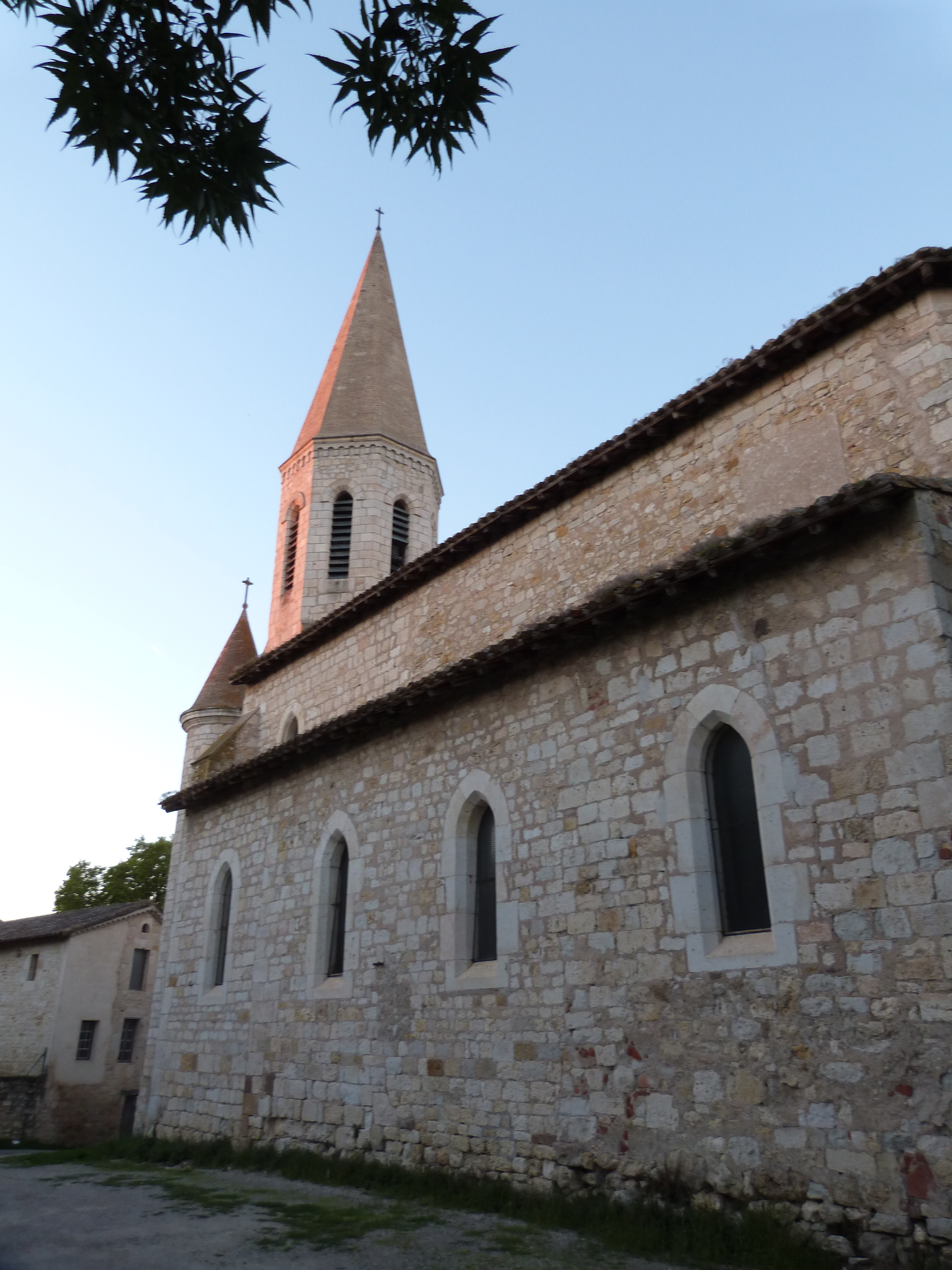
La façade Sud de l'église.
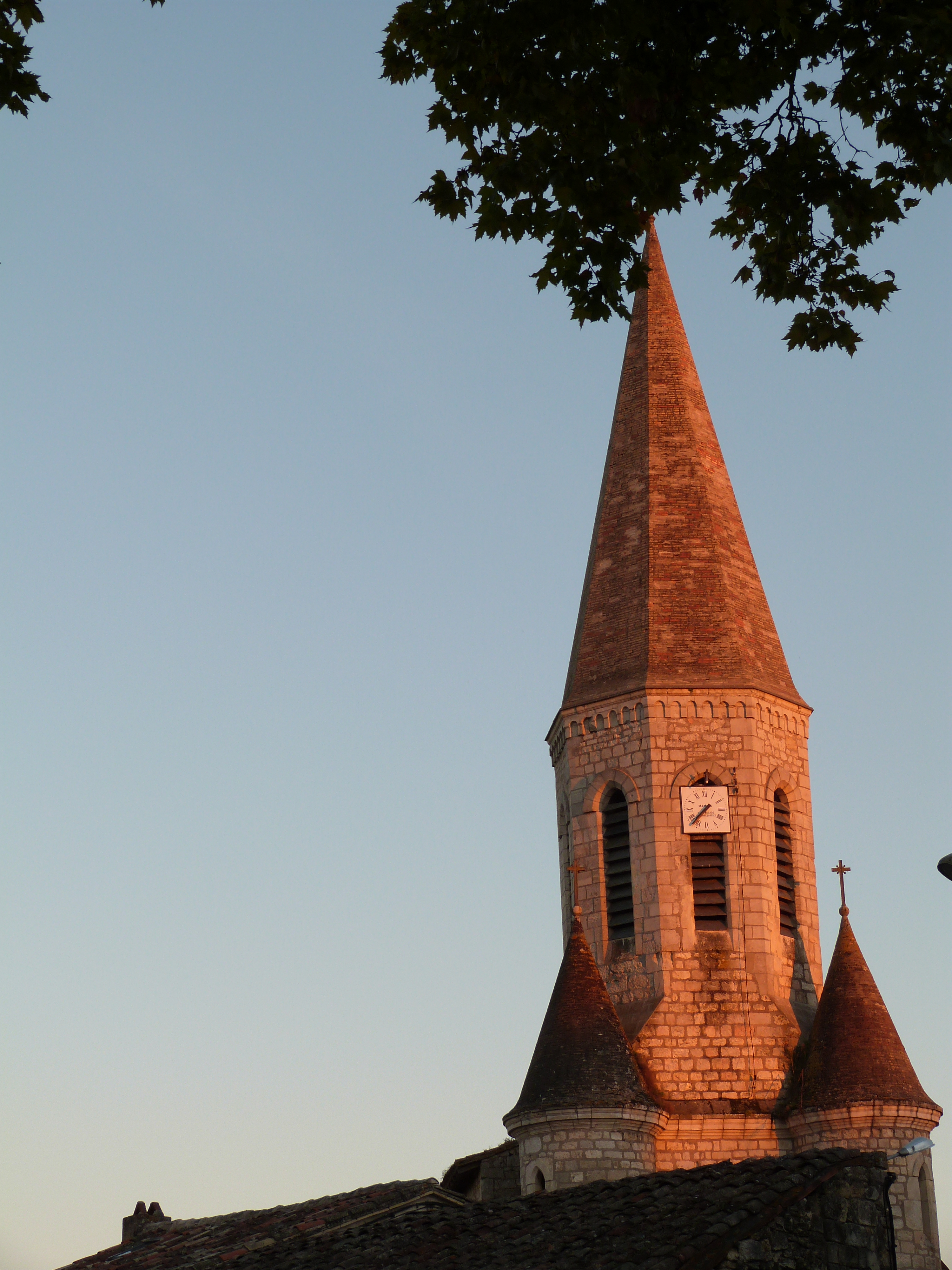
Le clocher dans la lumière du soleil couchant.